# Ann Chiejine
Ann Chiejine (2 de fevereiro de 1974) é uma ex-futebolista nigeriana que atuava como goleira.

## Carreira
Ann Chiejine integrou o elenco da Seleção Nigeriana de Futebol Feminino, nas Olimpíadas de 2000. 